# George Lusk

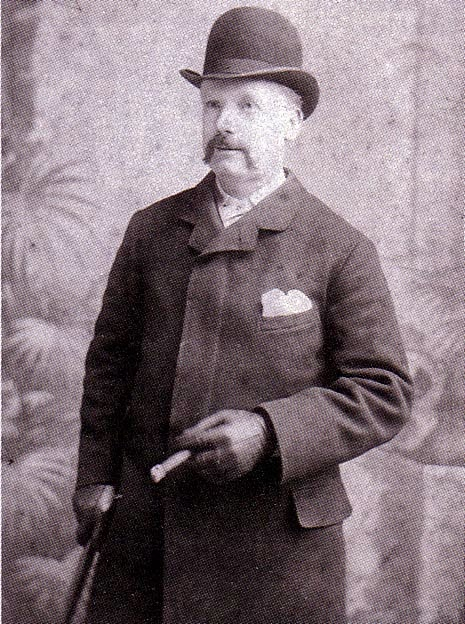
George Lusk, um 1885

George Akin Lusk (geb. 1839, gest. am 25. Oktober 1919) war ein britischer Bauunternehmer und Dekorateur, der sich auf die Restaurierung von Musiktheatern spezialisiert hatte.
Während der Whitechapel-Morde im Jahr 1888 – darunter die Jack-the-Ripper-Morde – war er Vorsitzender des Whitechapel Vigilance Committee. Im Oktober 1888 erhielt er in einer Postsendung einen Teil einer menschlichen Niere samt eines Briefes (From Hell-Brief), die in Zusammenhang mit den Jack the Ripper-Morden gebracht werden.

## Privatleben
George Lusk wurde 1839 als Sohn von Margaret Elizabeth (geb. Murray) und John Arthur Lusk, einem Kanzleikaufmann, geboren. Im Januar 1863 heiratete er Susannah Price in Stepney. Während der Whitechapel-Morde wurde er am 10. September 1888 zum Vorsitzenden des Whitechapel Vigilance Committee (Whitechapel Wachsamkeitsausschuss) gewählt.

## From-Hell-Brief

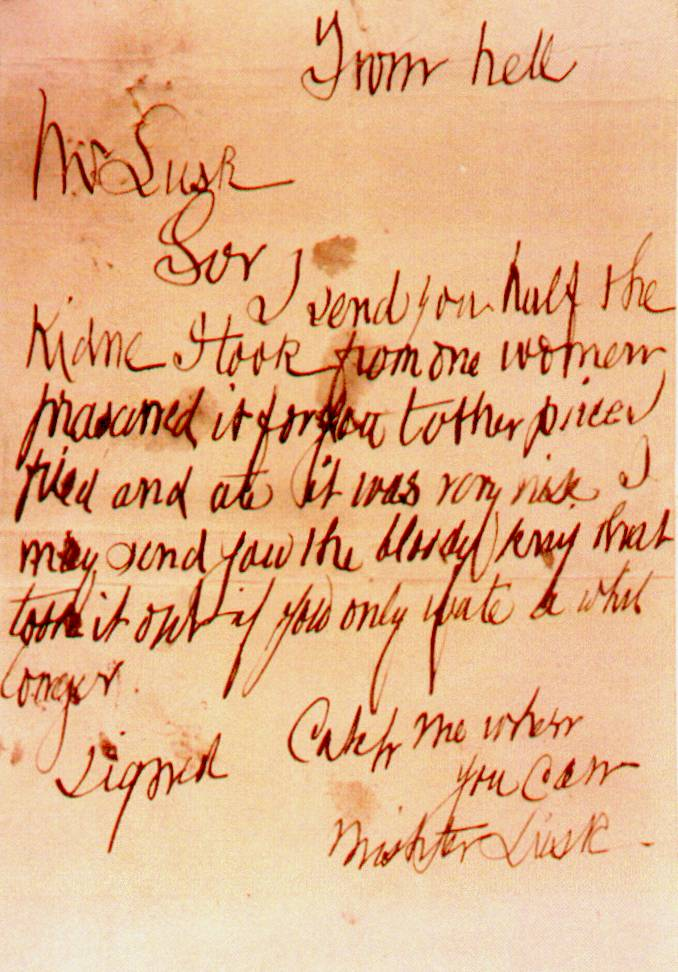
From Hell-Brief

Am 15. Oktober 1888 wurde ein Paket für George Lusk von der Post gestempelt und am folgenden Tag zugestellt. Beim Öffnen der Sendung fand Lusk einen Brief, der an ihn adressiert war, sowie die Hälfte einer menschlichen Niere. Der Brieftext lautete:
„Aus der Hölle - Herr Lusk. Sir, ich schicke Ihnen die Hälfte der Niere, die ich einer Frau entnommen habe, habe sie für Sie aufbewahrt. Das andere Stück habe ich gebraten und gegessen, es war sehr lecker. Vielleicht schicke ich Ihnen das blutige Messer, mit dem ich sie herausgenommen habe, wenn Sie nur ein wenig länger warten. Fangen Sie mich, wenn Sie können, Mister Lusk.“
Der Brief wird von Ripperologen als der „From Hell Letter“ bezeichnet. Während der Jack-the-Ripper-Morde waren hunderte angebliche Briefe des Mörders verschickt worden. Der Hauptgrund, warum dieser Brief mehr Aufmerksamkeit erregt als alle anderen, war die Beilage der Hälfte der menschlichen Niere. Einem der Mordopfer – Catherine Eddowes – war die Niere vom Täter entfernt worden. Medizinische Meinungen aus jener Zeit legten nahe, dass das Organ von Medizinstudenten stammen und zusammen mit dem Brief als Teil eines Scherzes verschickt worden sein könnte. Lusk selbst glaubte, dass dies der Fall war, und meldete den Brief erst, als er von Freunden dazu gedrängt wurde.

## Darstellungen in Film und Fernsehen
Lusk ist eine wiederkehrende Figur in fiktionalen Werken über Jack the Ripper, darunter in Filmen. Eine wichtige Rolle nimmt er in der Fernsehverfilmung Jack the Ripper – Das Ungeheuer von London aus dem Jahr 1988 ein.
- 1988: Jack the Ripper – Das Ungeheuer von London, Großbritannien/USA, dargestellt von Michael Gothard.
- 2001: From Hell, USA, dargestellt von Vincent Franklin.
- 2013: Ripper Street, Großbritannien, dargestellt von Michael Smiley.